# Pseudomelatoma moesta
Pseudomelatoma moesta là một loài ốc biển nhỏ, là động vật thân mềm chân bụng sống ở biển thuộc họ Pseudomelatomidae.